# Prodontria setosa
Prodontria setosa är en skalbaggsart som beskrevs av Given 1952. Prodontria setosa ingår i släktet Prodontria och familjen Melolonthidae. Inga underarter finns listade i Catalogue of Life.